# Костюков, Владимир Николаевич (певец)
Костюков Владимир Николаевич (род. 19 ноября 1942, Киев) — украинский артист оперетты (тенор). Заслуженный артист Украины (2017). 

## Творческая биография
- Театральная студия при Киевском театре музыкальной комедии (1963-1965р).
- Государственный институт театрального искусства им. А. В. Луначарского («ГИТИС») г. Москва 1970
- Киевский институт театрального искусства им. И. К. Карпенко-Карого по специальности театроведение организация, планирование и управление театральным делом (1989 г.).

Работал в Одесском театре музыкальной комедии (1970—1978 г.)
Киевский театр оперетты (1978—1986 г.)
Неоднократно в прессе отмечалось исполнение ролей Костюковым В. М. сценическим темпераментом, музыкальной и пластической культурой, виртуозным владением секретами комедийного искусства, он чувствует законы и специфику жанра.
С 1986 г.- 2014 работает в Заслуженном академическом ансамбле песни и танца Вооруженных Сил Украины.
Неоднократно выезжал на гастроли за пределы Украины (Францию, Канаду, Швейцарию, Германию, Испанию, Китай).
С 1970 г. Член Национального Союза театральных деятелей Украины.
С 2004 г. Доцент кафедры теории и методики постановки голоса Института искусств НПУ им. М. П. Драгоманова.

## Личная жизнь
Супруга — народная артистка Украины Виктория Дмитриевна Алёшина-Костюкова.

## Роли в спектаклях
- Наполеон — (И. Кальмана «Баядера»),
- Бони — (И. Кальмана «Сильва»),
- Стефан — (И. Штраус «Цыганский барон»),
- Рамон — (Ю.Милютин «Поцелуй Чаниты»),
- Пистолет, артист цирка- (Флорина Комишела «Кин»,
- Борька Бухтеев — (В.Семёнова «Возраст женщины»),
- Назар (И.Поклад «Вторая свадьба в Малиновке»),
- Помироль — (П.Абрахам «Бал в Савойе»),
- Эрик — (О.Сандлер «Донна Люция»,
- Саша — (О.Сандлер «На рассвете»),
- Фальк — (Й.Штраус «Летучая мышь»),
- милиционер Редька — «Б.Александров» Кому улыбаются звёзды",
- Яшка-Буксир — (И.Дунаевский «Белая акация»),
- Андрей — (Н.Богословский «Свадебное путешествие»;
- Роман — (Е.Жарковский «Морской узел»,
- Кайтан — (ф. Легар «Цыганская любовь»),
- Митрусь — (М.Стрельников «Холопка»),
- Зупан — (И. Кальман «Марица»),
- Левша — (В.Дмитриев «Русский секрет»),
- Левша — (В.Дмитриев «Левша»),
- Жиган — (В.Мясков «Баллада о мальчишках»),
- Повар — (А.Ключенка «Принцесса и садовник»),
- Марсель — (И. Кальмана «Фиалка Монмартра»,
- Яшка-артиллерист — (В.Рябов «Свадьба в Малиновке»),
- Негош — (Ф.Легар «Веселая вдова»),
- агроном Пчелка — (В.Гроховський «Кадриль»),
- Миклош- (И. Кальмана «Последний чардаш»),
- Микки Стан — (И.Дунаевский «Вольный ветер»),
- Акоп Гургенович — (Г.Кончели "Проделки Ханумы).

## Видеофильмы
- «Встреча в оперетте с Викторией Алешин-Костюкова» телестудия ТРК «Гравис» 1994 г .;
- «Где скрытое счастье» телестудия «Укртелефильм» 1994 г .;
- «Бенефис Виктории Алешиной-Костюковой» телестудия «Укртелефильм» 1997 г .;
- «Второй бенефис Виктории Алешиной-Костюковой» телестудия «Укртелефильм» телеканал «Культура» 2003 год, неоднократно транслировались на каналах украинского ТВ.

## Видеозаписи дуэтов и арий, которые можно найти на Youtube
www.operetta.name Виктория и Владимир Костюковы
- И.Кальман «Сильва» Бони, М.Стрельников «Холопка» Митрусь
- М.Блантер, дуэт Симочки и Мальцева из оперетты «На берегу Амура»
- «Веселый гном», поет Владимир Костюков
- О.Рябов — «Свадьба в Малиновке»
- В. Дмитриев — «Левша»
- И. Дунаевский — «Белая Акация»
- И. Дунаевский «Белая Акация», дуэт Ларисы и Яшки Буксира

## Награды и звания
- Заслуженный артист Украины (2017).